# Сајлент Хил: Откровење
Сајлент Хил: Откровење (енгл. Silent Hill: Revelation) је хорор филм из 2012. године, у режији и по сценарију Ем-Џеј Басет. Наставак је филма Сајлент Хил (2006), а темељи се на серијалу Silent Hillвидео-игара Silent Hill који производи Konami. Главне улоге глуме: Аделејд Клеменс, Кит Харингтон, Дебора Кара Ангер, Мартин Донован, Малком Макдауел, Кари-Ен Мос и Шон Бин. Филм прати Хедер Мејсон, која уочи свог осамнаестог рођендана открива да је њен претпостављени идентитет лажан, те је привучена у град Сајлент Хил.
Приказан је 26. октобар 2012. године у Канади, 28. новембра у Француској, а 12. јула у Јапану. Добио је негативне рецензије критичара, а зарадио више од 55 милиона долара широм света.
Наставак, Повратак у Сајлент Хил, тренутно је у продукцији.

## Радња
Хедер Мејсон и њен отац су у бегу, увек корак испред опасних сила, које она не разуме у потпуности. Уочи њеног 18. рођендана опседају је ужасне ноћне море, њен отац нестаје, а Хедер открива да не зна све о себи. Откровење је води дубље у демонски свет који прети да је заувек зароби.

## Улоге
| Глумац            | Улога           |
| ----------------- | --------------- |
| Аделејд Клеменс   | Хедер Мејсон    |
| Кит Харингтон     | Винсент Смит    |
| Шон Бин           | Хари Мејсон     |
| Кари-Ен Мос       | Клодија Вулф    |
| Малком Макдауел   | Леонард Вулф    |
| Мартин Донован    | Даглас Картланд |
| Дебора Кара Ангер | Далија Гилеспи  |
| Рада Мичел        | Роуз да Силва   |
| Хедер Маркс       | Суки            |
| Роберто Кампанела | Црвена Пирамида |
| Ерин Пит          | Алеса Гилеспи   |
| Питер Аутербриџ   | Травис Грејди   |